# Agência Nacional de Polícia (Japão)

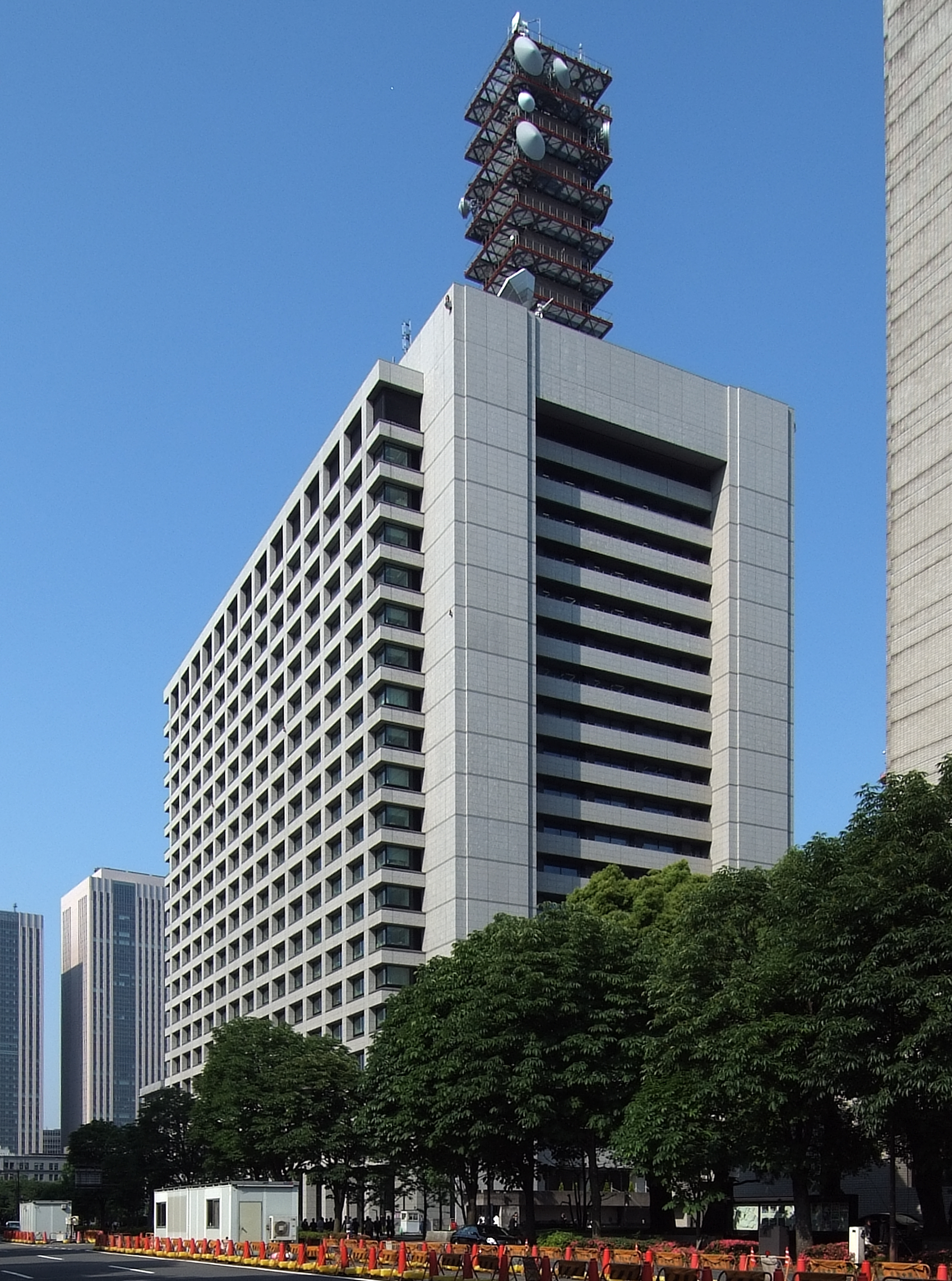
Sede da APN

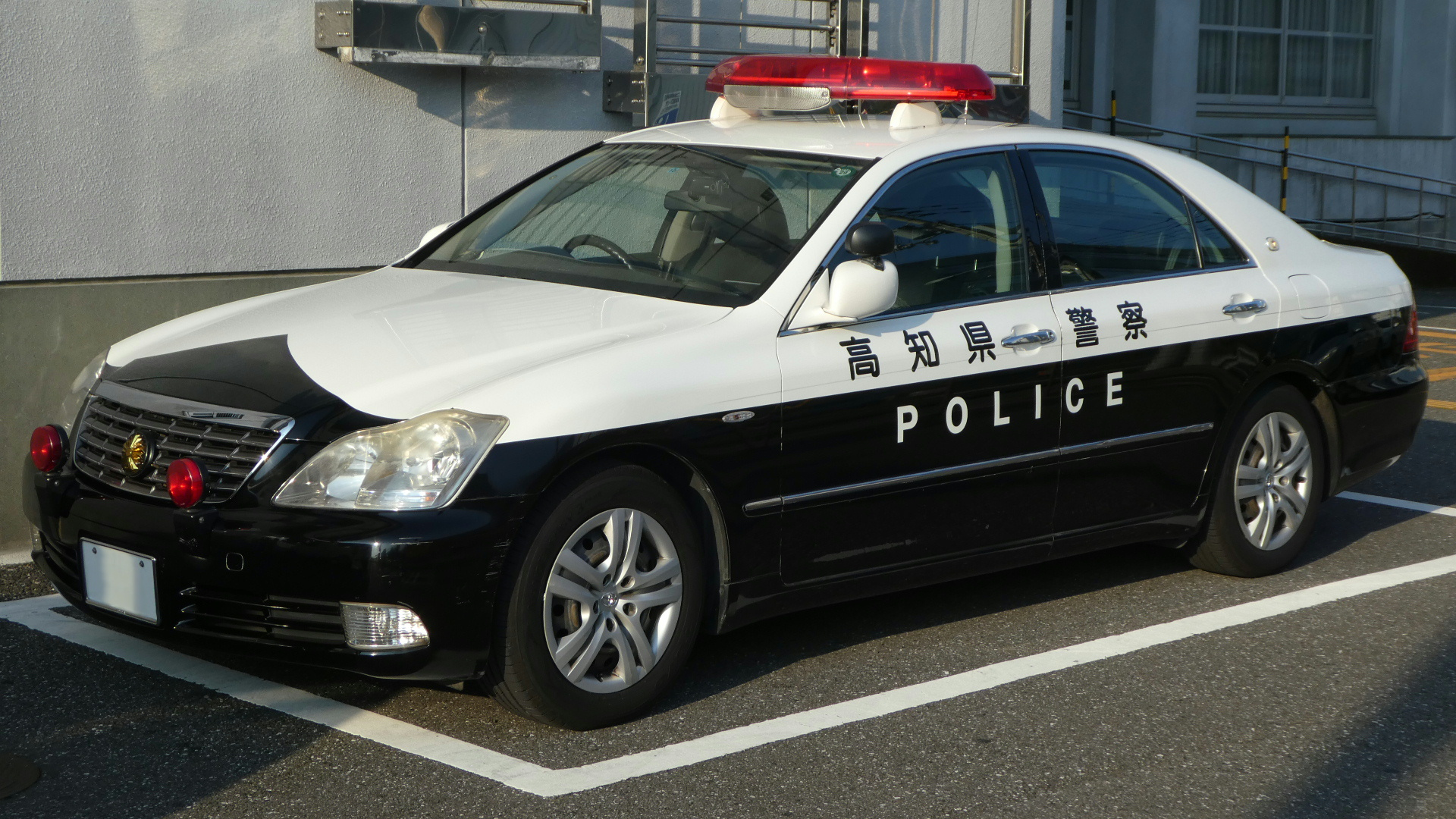
Viatura

A Agência Nacional de Polícia (警察庁, Keisatsu-chō) (警察庁, Keisatsu-chō?) é uma agência administrada pela Comissão Nacional de Segurança Pública (Japão) do Gabinete do Japão, e é o principal organismo de coordenação do Sistema de Polícia Japonês.
Ao contrário de organismos comparáveis, tais como o Federal Bureau of Investigation americano, a APN não tem quaisquer unidades operacionais próprias. Em vez disso, seu papel é o de estabelecer normas e políticas gerais, embora em emergências nacionais ou catástrofes de grande dimensão, a agência esteja autorizada a assumir o comando de forças policiais locais.

## Histórico
Serviços de polícia do Japão Imperial foram colocados sob o controle centralizado com a Departamento de Assuntos Policiais (警保局, Keiho-kyoku) do Ministério do Interior em seu núcleo. Mas, após a rendição do Japão, o Comandante Supremo das Forças Aliadas considerou o sistema policial  centralizado como antidemocrático.
Durante a Ocupação, o princípio da descentralização foi introduzido pela Lei de Polícia de 1947. Cidades tinham sua própria Serviço Municipal de Polícia (自治体警察, Jichitai Keisatsu) (自治体警察, Jichitai Keisatsu?) e o Polícia Nacional Rural (国家地方警察, Kokka Chihō Keisatsu) foi responsável por pequenas cidades, vilas e áreas rurais. Mas a maioria dos municípios japoneses eram muito pequenos para ter uma grande força policial, então, às vezes, eles não foram capazes de lidar com violência em grande escala. Além disso, a excessiva fragmentação da organização policial reduziu a eficiência da atividade policial.
Como resposta a esses problemas, a completa reestruturação criou um  sistema centralizado sob a Lei de Polícia alterada em 1954. Todas as unidades operacionais foram reorganizados em Departamentos Regionais de Polícia, para cada prefeitura, e a Agência de Polícia Nacional foi estabelecida como uma agência central de coordenação para esses Departamentos de Polícia.

## Organização

### Liderança
O Comissário Geral da Agência Nacional de Polícia (警察庁長官, Keisatsu-chō Chōkan?) é o mais alto posto da polícia do Japão, considerado como uma exceção a estrutura regular da classe. O Alto Comissariado é composto ainda pelo Vice Comissário-Geral (次長, Jichō). A Secretaria do Comissariado Geral (長官官房, Chōkan Kanbō) abriga seus funcionários. A liderança civil é realizada pela Comissão Nacional de Segurança Pública.

### Agências Internas

#### Departamento de Segurança Comunitária
A Secretaria de Segurança Comunitária (生活安全局, Seikatsu Anzen-kyoku) é responsável pela prevenção de crimes, pela luta contra a delinquência juvenil e pelo controle de poluição.
Este departamento foi criado a partir da Divisão de Segurança da Secretaria de Assuntos Criminais em 1994.

#### Departamento de Assuntos Criminais
O Criminal Affairs Bureau (刑事局, Keiji-kyoku) é responsável pela investigação de estatísticas e coordenação da investigação criminal de casos com importância nacional e internacional.

#### Departamento de Trânsito

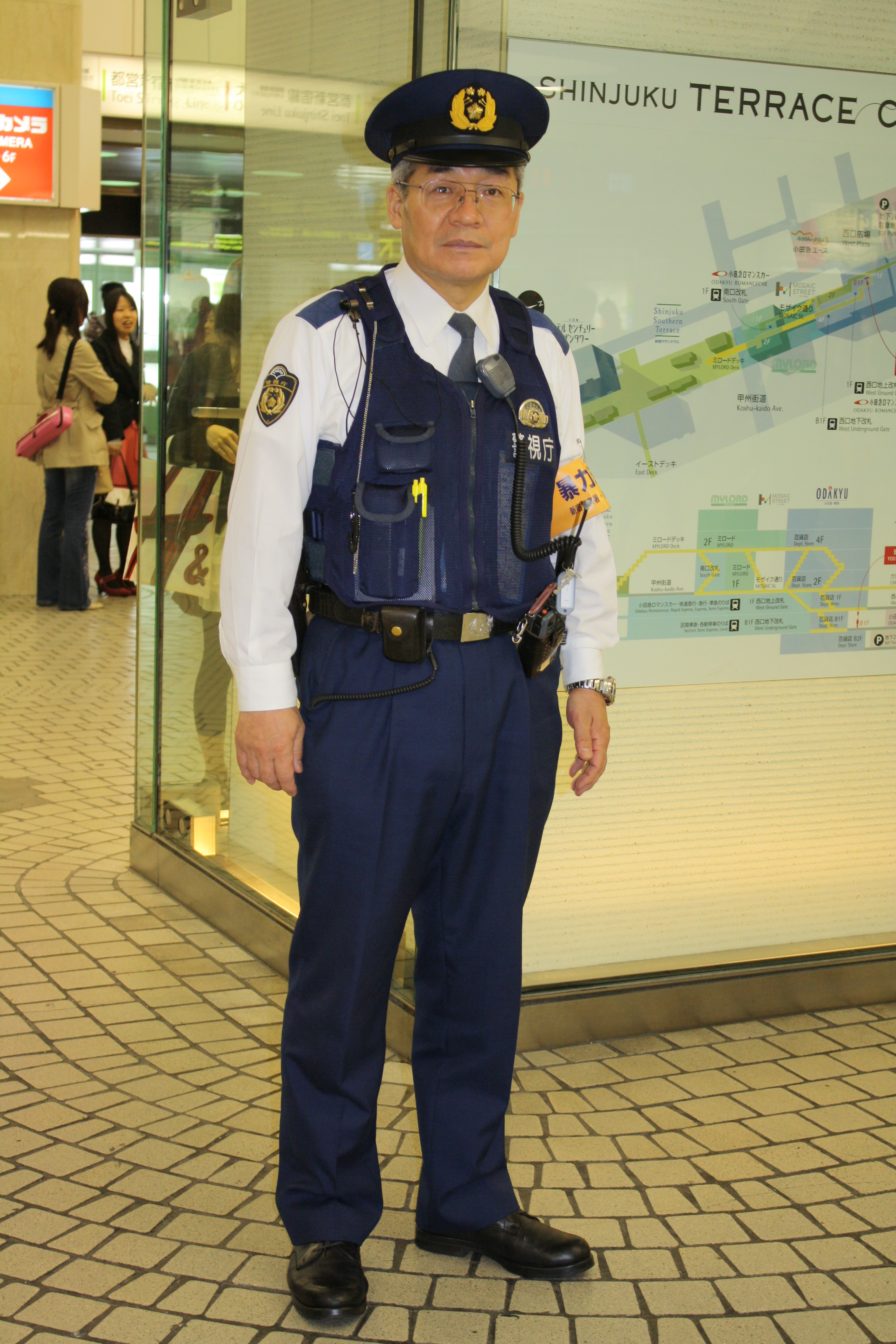
Oficial da Polícia Metropolitana de Tokyo

O Departamento de Trânsito (交通局, Kōtsū-kyoku) é responsável pelo policiamento de tráfego e regulamentos. Este departamento foi derivado da Secretaria de Segurança (保安局, Hoan-kyoku), a qual mais tarde se fundiu com a Secretaria de Assuntos Criminais; antecessora da Secretaria de Segurança Comunitária, em 1962, em razão do elevado número de mortes por acidentes de trânsito.

#### Departamento De Segurança

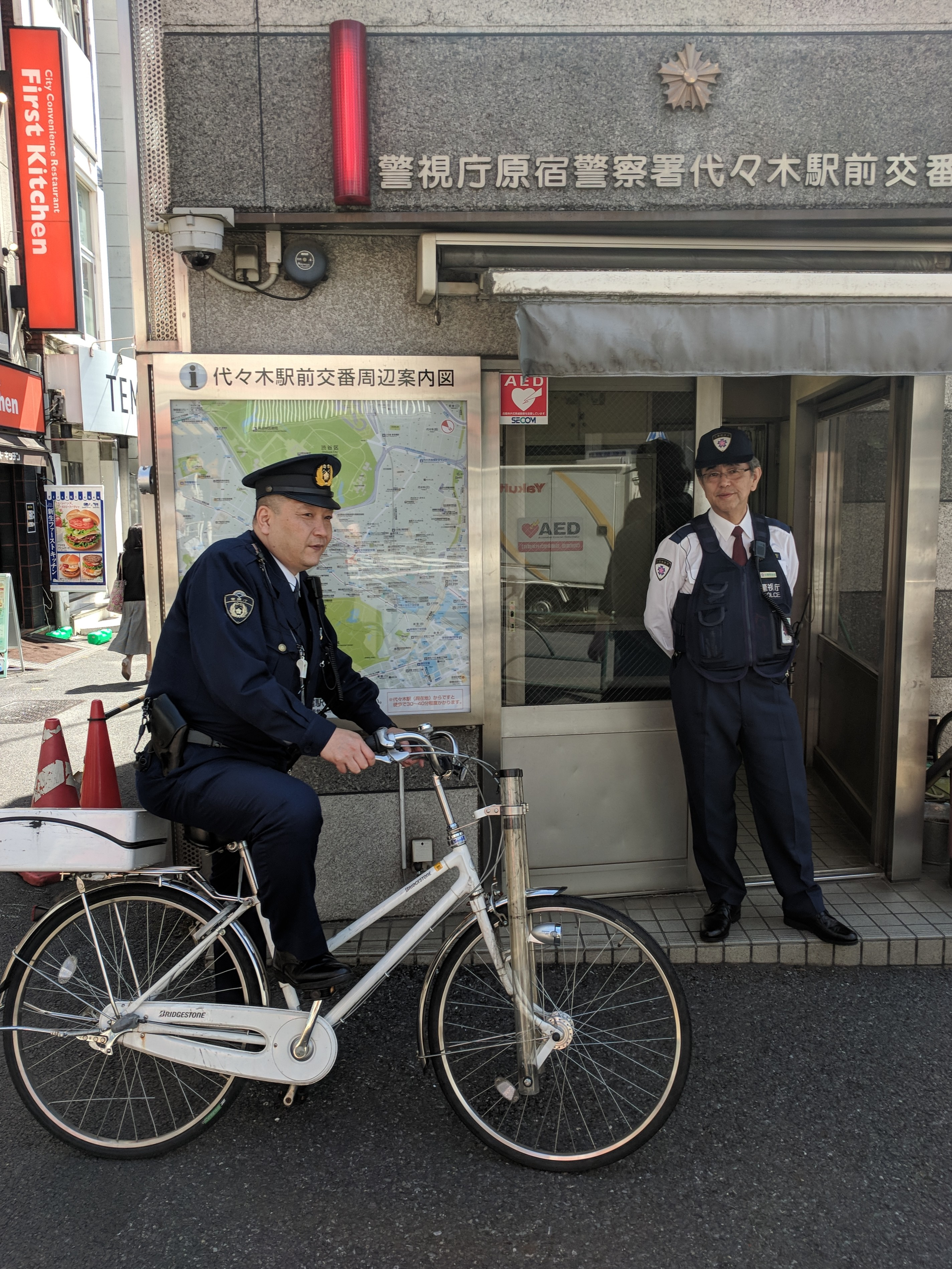
Dois oficiais próximos ao posto policial de Shibuya

O Security Bureau (警備局, Keibi-kyoku) é responsável pelos assuntos de segurança interna, tais como contra-inteligência, contra-terrorismo ou de resposta a desastres.

#### Departamento de Comunicações e Informação
A Departamento de Comunicação e Informação (情報通信局, Jōhō Tsūshin-kyoku) supervisiona os sistemas policiais de comunicações e de combate ao ciberterrorismo.

### Gabinetes e Departamentos Locais

#### Departamentos Regionais de Polícia (DRP)
Há sete Departamentos Regionais de Polícia (管区警察局), cada um responsável por um número de prefeituras como abaixo:
Tohoku Regional Police Bureau (東北管区警察局, Tōhoku Kanku Keisatsu-kyoku) (東北管区警察局, Tōhoku Kanku Keisatsu-kyoku?)
Aomori, Iwate, Miyagi, Akita, Yamagata e Fukushima Prefeituras
Kanto Regional Police Bureau (関東管区警察局, Kantō Kanku Keisatsu-kyoku) (関東管区警察局, Kantō Kanku Keisatsu-kyoku?)
Ibaraki, Tochigi, Gunma, Saitama, Chiba, Kanagawa, Niigata, Yamanashi, Nagano, e Shizuoka Prefeituras
Chubu Regional Police Bureau (中部管区警察局, Chūbu Kanku Keisatsu-kyoku) (中部管区警察局, Chūbu Kanku Keisatsu-kyoku?)
Toyama, Ishikawa, Fukui, Gifu, Aichi e Mie Prefeituras
Kinki Regional Police Bureau (近畿管区警察局, Kinki Kanku Keisatsu-kyoku) (近畿管区警察局, Kinki Kanku Keisatsu-kyoku?)
Shiga, Kyoto, Osaka, Hyogo, Nara e Wakayama Prefeituras
Chugoku Regional Police Bureau (中国管区警察局, Chūgoku Kanku Keisatsu-kyoku) (中国管区警察局, Chūgoku Kanku Keisatsu-kyoku?)
Tottori, Shimane, Okayama, Hiroshima e Yamaguchi Prefeituras
Shikoku Regional Police Bureau (四国管区警察局, Shikoku Kanku Keisatsu-kyoku) (四国管区警察局, Shikoku Kanku Keisatsu-kyoku?)
Tokushima, Kagawa, Ehime, e Kochi Prefeituras
Kyushu Regional Police Bureau (九州管区警察局, Kyūshū Kanku Keisatsu-kyoku) (九州管区警察局, Kyūshū Kanku Keisatsu-kyoku?)
Fukuoka, Saga, Nagasaki, Kumamoto, Oita, Miyazaki, Kagoshima, e Okinawa Prefeituras

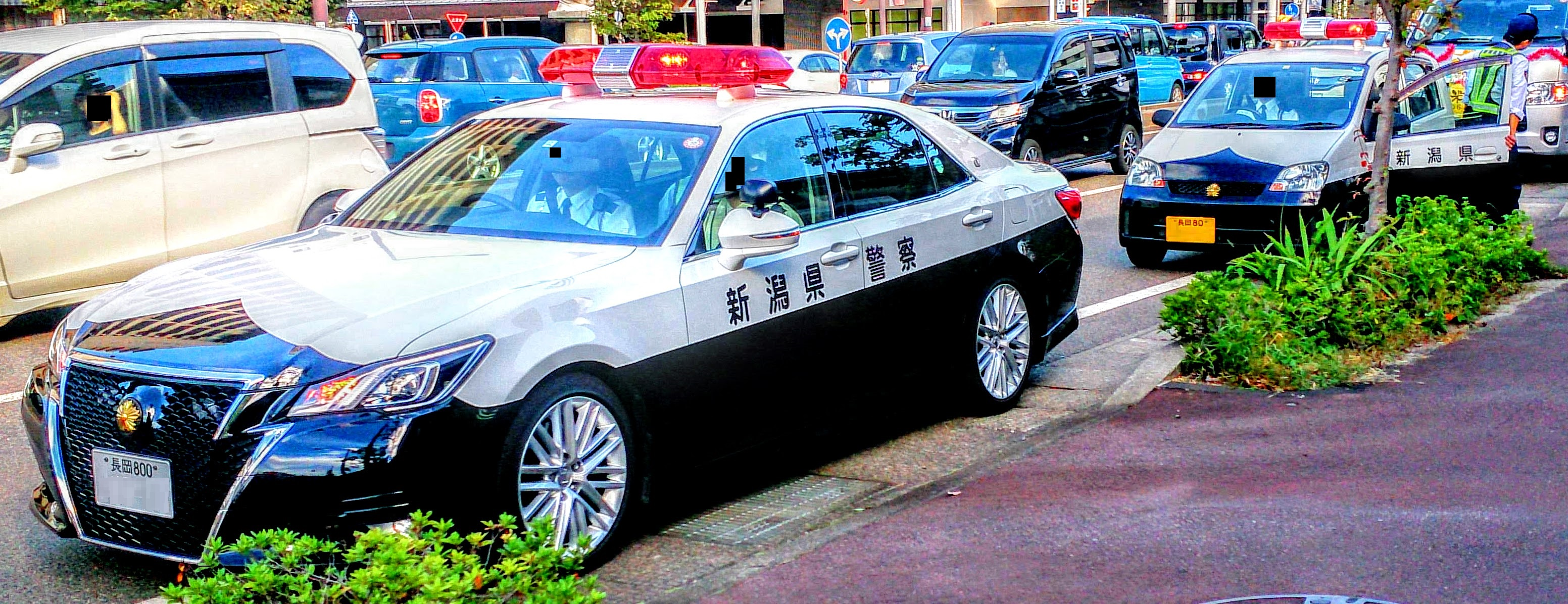
Veículos de polícia da Prefeitura de Niigata

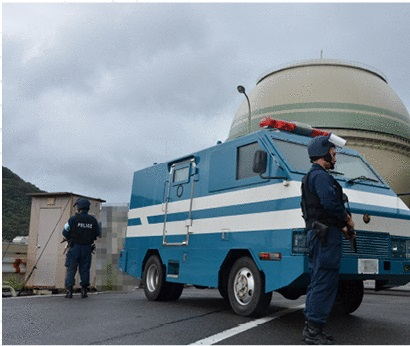
Oficiais da unidade especial próximos a um veículo blindado

Eles estão localizados nas principais cidades de cada região geográfica. O Departamento de Polícia Metropolitana de Tóquio e Sede da Polícia Prefeitural de Hokkaido são excluídos da competência do Departamentos Regionais. Chefiado por um alto Comissário, cada DRP exerce controle e supervisão e fornece serviços de suporte para a prefeitura de polícia, dentro de sua competência, sob a autoridade e ordens do do Comissário Geral da APN. Junto de cada Departamento Regional de Polícia há uma Escola de Polícia, que fornece o pessoal da polícia com a educação e a necessária formação.

### Órgãos Subsidiários
- Acadêmia Nacional de Polícia (警察大学校, Keisatsu Dai-gakkō)
- Instituto Nacional de Pesquisa de Ciências Policiais (科学警察研究所, Kagaku Keisatsu Kenkyū-sho) (科学警察研究所, Kagaku Keisatsu Kenkyū-sho?)
- Quartel-general da Guarda Imperial (皇宮警察本部, Kōgū-Keisatsu Honbu) (皇宮警察本部, Kōgū-Keisatsu Honbu?)

#### Guarda Imperial

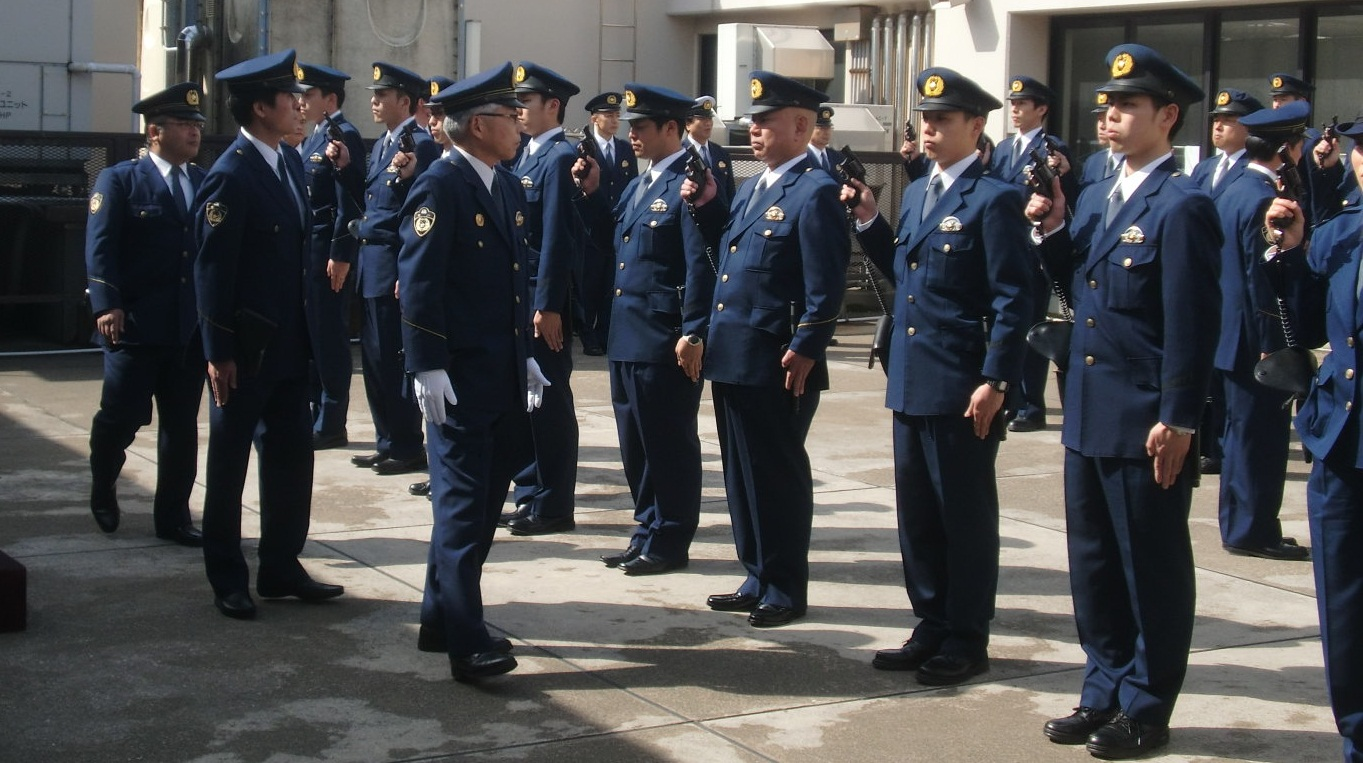
Oficiais uniformizados e armados, no posto policial de West Kanazawa, na Prefeitura de Ishikawa

Em 1947, a Quartel-General da Guarda Imperial (皇宮警察本部, Kōgū-Keisatsu Honbu) foi criada sob o controle do Ministério da Casa Imperial e passou a ficar sob a égide da Agência Nacional de Polícia do Japão, em 1954. A Guarda Imperial fornece segurança pessoal ao Imperador, ao Príncipe e a outros membros da Família Imperial do Japão, bem como proteção das propriedades imperiais, incluindo o Palácio Imperial de Tóquio, Palácio Imperial de Quioto, Vila Imperial de Katsura, Vila Imperial Shugakuin (tanto em Kyoto), Repositório Imperial de Shosoin em Nara e as Vilas Imperiais de Hayama, Kanagawa e Nasu, Tochigi.
- Veículo de polícia da Prefeitura de Yamagata
- Embarcação tipo de 17 metros (Mekari do PPH de Fukuoka)
- Eurocopter AS365 N2, Osaka PPH
- Viatura de polícia da Prefeitura de Iwate
- Motocicleta Honda VFR800P policial